# Общественное участие
Общественное участие (англ. public participation) — это непрерывный процесс взаимодействия между учреждением (организацией), ответственным за принятие решения, и гражданами, чьи интересы могут быть затронуты прямыми или косвенными последствиями планируемого решения, а также государственными органами различного уровня, регулирующими данный вид деятельности. Концепция общественного участия появилась в процессе развития демократии как системы государственного управления. Но истинной причиной её развития были требования граждан учитывать их мнение. Такое взаимодействие, как минимум, включает:
- Меры, способствующие полному пониманию общественностью процессов принятия решений ответственным ведомством и механизмов исследования возникающих экологических и социальных проблем;
- Полное информирование общественности о статусе и стадии реализации разработки (внедрения проекта, плана или программы, выработки политики или проведения оценки одного из вышеперечисленного), а также о возможностях для получения информации, подачи комментариев и других способах участия;
- Активный сбор мнений всех заинтересованных граждан(stakeholders), их восприятия целей и задач проекта, а также их предпочтений в отношении использования ресурсов, альтернативных стратегий развития и любой другой информации, касающейся принимаемого решения(По: Canter, 1996 — http://www.biodiversity.ru/coastlearn/pp-eng/references.html Архивная копия от 13 мая 2006 на Wayback Machine).

Во-первых, принцип общественного участия подразумевает, что интересы всех слоев общества должны быть представлены и учтены в процессе принятия решений. Во-вторых, речь идет о включенности граждан в обсуждение и разработку политических ( Архивная копия от 11 марта 2007 на Wayback Machine), социально-экономических, культурных программ и проектов, о самоуправлении на местном уровне, о влиянии на принятие решений и контроле над их исполнением. Общественное участие особенно важно при решении локальных проблем, касающихся, например, здравоохранения, состояния окружающей среды ( Архивная копия от 12 марта 2007 на Wayback Machine), образования и т. д., к рассмотрению которых политики и государственные чиновники часто подходят, не имея детальной информации и не чувствуя конфликт «изнутри» ().
Согласно Орхусской Конвенции «О доступе к экологической информации, участии общественности в процессе принятия решений и доступе к правосудию по вопросам, касающимся окружающей среды» (Орхус, 1998 г ) выделяются три аспекта общественного участия:
- право на доступ к информации
- право участвовать в принятии решений и
- право на доступ к правосудию (в том числе и через внесудебные механизмы) ( Архивная копия от 6 мая 2006 на Wayback Machine).

Организацией (органом) общественного участия в Российской Федерации признается не имеющее членства образование, созданное гражданами Российской Федерации на основе Федерального закона «Об общественных объединениях» или уполномоченными органами государственной власти на основании Федерального закона, Законов субъектов Российской Федерации, местных законов и (или) Положений об этих органах.
Организация (орган) общественного участия, помимо иных целей, предусмотренных её учредительными документами, создается в целях участия граждан Российской Федерации в деятельности органов государственной власти.

## Основные принципы организации общественного участия
- Наличие ясной цели, декларируемой организатором процесса и известной его участникам.
- Альтернативность.
- Наличие «обратной связи» (двусторонний информационный обмен). Анализ высказанных замечаний и их учет в итоговом решении является основным критерием оценки эффекта программ общественного участия.
- Предоставление достаточной информации и обучение в ходе процесса, предоставление технической поддержки для участия.
- Участие общественности на ранних стадиях подготовки проекта.
- Включенность всех заинтересованных и затрагиваемых проектом сторон. Никто не может быть исключен из процесса по каким-либо дискриминационным мотивам .
- Открытость и контролируемость процесса общественного участия, реалистичность целей.
- Использование качественной методической базы для организации процесса и контроля его результатов.

## Уровни общественного участия
Существует несколько уровней общественного участия. Среди них можно выделить следующие:
- Реальное участие (гражданское управление, наделение полномочиями, партнерство, планирование);
- «Символическое» участие (оплачиваемое участие, учет мнения, консультации, информирование);
- Отсутствие участия («терапия», манипулирование)

Общественное участие может выражаться в следующих процедурах:
- референдум;
- всенародное обсуждение;
- общественные слушания (публичные слушания);
- жюри граждан (гражданский воркшоп);
- общественная экологическая экспертиза и др.